# Basedow (Lauenburg)
Basedow ist eine Gemeinde im Kreis Herzogtum Lauenburg in Schleswig-Holstein.

## Geographie

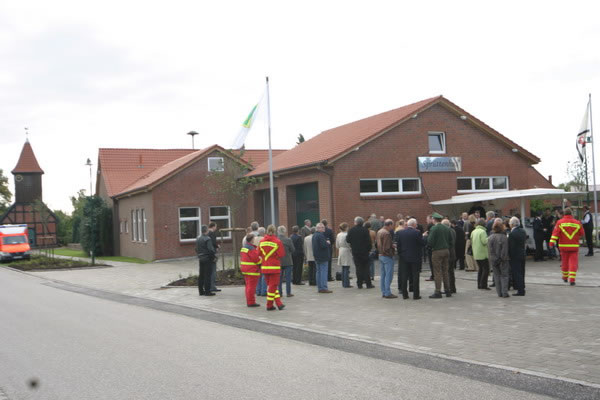
Einweihung des neuen Gemeindehauses Sprüttenhus

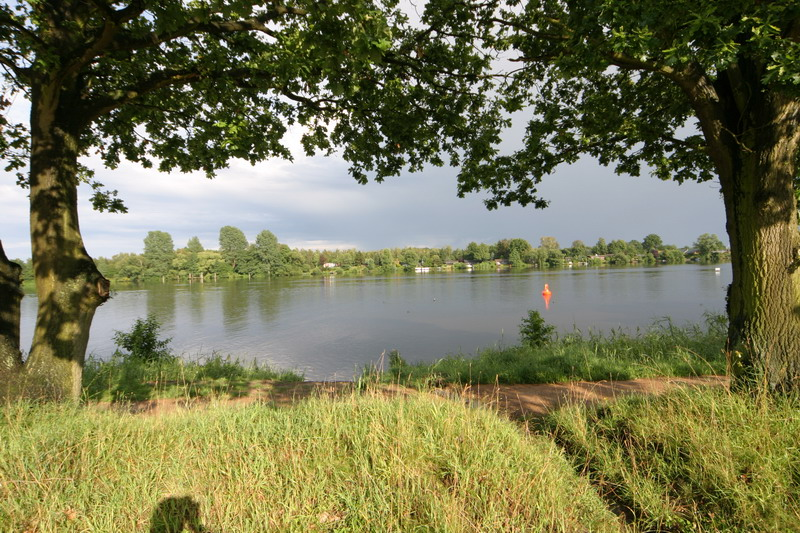
Lanzer See

Das Gemeindegebiet von Basedow erstreckt sich im Bereich der naturräumlichen Haupteinheit Lauenburger Geest (Nr. 696) beim Lanzer See nordöstlich von der benennenden Stadt. Durch das Gemeindegebiet verläuft in Nord-Süd-Richtung der Elbe-Lübeck-Kanal.
Im Südwesten des Gemeindegebiets hebt sich das Relief mit dem Basedower Berg auf die Höhenlage von bis zu 47,1 m über Normalhöhennull.
Neben dem Dorf gleichen Namens befinden sich auch die Hofsiedlung Stötebrück und Wochenendsiedlung als ebensolche im Gemeindegebiet.

## Geschichte

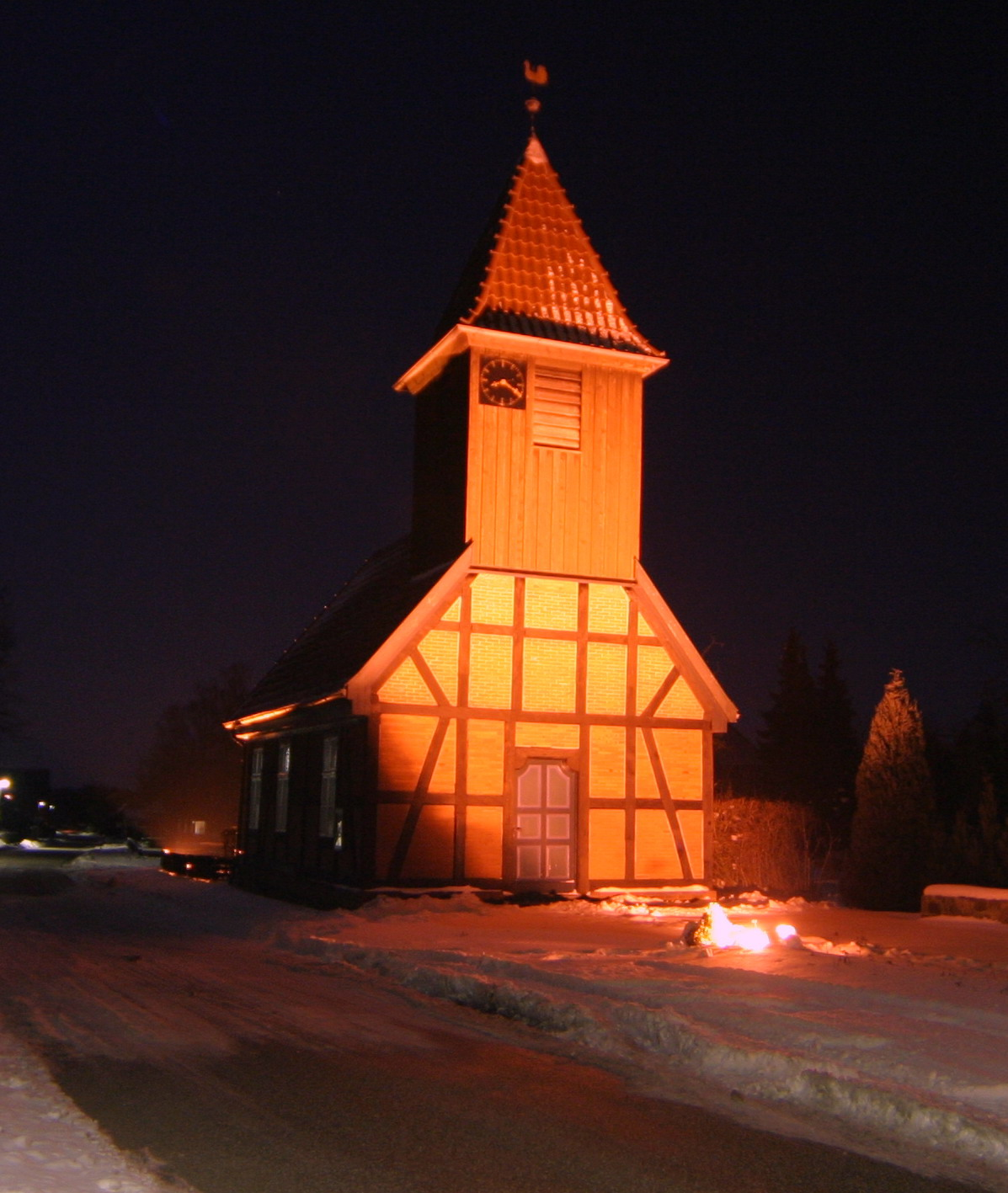
Basedower Kapelle Winter 2005

### Anfänge
Der Ort Basedow ist slawischen Ursprungs und wurde im Ratzeburger Zehntregister von 1230 zum ersten Mal urkundlich erwähnt, archäologische Funde deuten auf eine Besiedlung in der jüngeren Stein- und Bronzezeit hin.
Basedow gehört zum Kreis der alten Siedlungsplätze in der südlichen Sadelbande, deren deutsche Besiedlung etwa um 1150 anzunehmen ist. Der Name deutet auf eine ursprünglich wendische Siedlung hin, die man Basedowe nannte, was übersetzt „unter dem Holunder“ bedeutet.

### Seit dem 14. Jahrhundert
Durch seine Lage am 1398 in Betrieb genommenen Stecknitzkanal, den man im heutigen Sprachgebrauch als nasse Salzstraße bezeichnet und auf dem unzählige Salzlasten im Laufe der Jahrhunderte von Lüneburg kommend nach Lübeck befördert wurden, hatte Basedow immer einen Anschluss an den Handel der Hanse.
Basedow litt schwer unter den Heeren des Dreißigjährigen Krieges. Von ursprünglich zwölf Gehöften überstanden diese Zeit lediglich drei Höfe.

### Zum Ende des Zweiten Weltkrieges
Deutschland verlor 1945 den Zweiten Weltkrieg und es wurde schrittweise besetzt. In den letzten Kriegstagen rückten die alliierten Truppen immer weiter nach Norden vor. Im Kreis Herzogtum Lauenburg begannen im April die Vorbereitungen hinsichtlich der zu erwartenden Kämpfe. Stellungen, Schützenlöcher, Schützengräben und mit Minen ausgestattete Panzersperren wurden eingerichtet. Zudem wurden verschiedene Brücken für Sprengungen vorbereitet.
Nachdem die britischen Truppen am 29. April nahe Lauenburg, bei Artlenburg und Schnakenbek, die Elbe überquerten, konnte die Stadt Lauenburg eingenommen werden. Die britischen Truppen stießen noch am selben Tag weiter nach Krüzen, Lütau und Basedow vor, wo ein SS-Panzergrenadier Ausbildungs- und Ersatzbataillon zur Verteidigung in Stellung lag. Eine schottische Einheit nahm am späten Nachmittag das kurz vor dem Dorf Basedow liegende Waldstück Stötebrück sowie das Dorf Basedow selbst ein. Dabei geriet offenbar auch das Dorf in Mitleidenschaft. Am frühen Morgen des 30. April griffen die Glasgow Highlanders Lütau an. Fünf britische und 21 Soldaten des SS-Bataillons starben. Mit einem letzten konzentrierter Gegenangriff versuchten die deutsche 245. Infanterie-Division bei Basedow noch einmal die Briten zurückzudrängen. Aber der verlustreiche deutsche Angriff scheiterte. Die Briten führten noch am Abend einen Gegenangriff durch.
Sodann bezogen die restlichen deutsche Einheiten Stellungen zwischen dem Elbe-Lübeck-Kanal bei Büchen über Nüssau bis kurz vor Müssen. Am Folgetag kam es auch bei Büchen zu heftigen Kämpfen, das aber letztlich ebenfalls eingenommen wurde. Schon am 2. Mai konnte Lübeck besetzt werden. Am selben Tag flüchtete die Geschäftsführende Reichsregierung aus dem 70 Kilometer weiter nördlich gelegenen Raum Eutin-Plön vor den herannahenden britischen Truppen weiter nach Flensburg-Mürwik. Den anschließenden Tag marschierten die britischen Soldaten im unweit westlich gelegenen Hamburg ein. Den Tag darauf, erfolgte letztlich die Kapitulation aller deutschen Truppen in Nordwestdeutschland, den Niederlanden und Dänemark.

## Politik

### Gemeindevertretung
Bei der Kommunalwahl 2023 errang die Wählervereinigung Basedow erneut alle neun Sitze in der Gemeindevertretung. Die Wahlbeteiligung betrug 54,7 Prozent.

### Wappen
Blasonierung: „In Grün mit goldenem Bord über einem ziselierten, bronzezeitlichen goldenen Armring vier mit den schwarzen Stielen nach Art eines Andreaskreuzes dicht aneinander gestellte silberne Buchenblätter.“
Die vier Blätter im Wappen sind Buchenblätter, die auf den Namen des Orts hinweisen, der als wendische Bezeichnung für einen Buchenhorst gedeutet wurde. Heute wird allerdings davon ausgegangen, dass diese Interpretation nicht stimmt. Unter den Buchenblättern ist ein bronzezeitlicher Armring abgebildet, der im Gemeindegebiet gefunden wurde.

## Wirtschaft und Infrastruktur

### Wirtschaftsstruktur
Die Wirtschaft in der Gemeinde Basedow ist durch die landwirtschaftliche Urproduktion geprägt. Bekannt ist die Gemeinde insbesondere für den Spargelanbau.

### Verkehr
Die nächsten Bahnhöfe mit Personenverkehr sind Lauenburg (Elbe) an der Bahnstrecke Lübeck–Lüneburg und Büchen am Schnittpunkt dieser Strecke mit der Bahnstrecke Hamburg–Berlin. Beide sind etwa acht Kilometer von Basedow entfernt.
Die schleswig-holsteinische Landesstraße 200, und damit die bedeutende Nord-Süd-Verbindung im Kreis Herzogtum Lauenburg, tangiert den Ort.

## Kultur
In der Liste der Kulturdenkmale in Basedow (Lauenburg) stehen die in der Denkmalliste des Landes Schleswig-Holstein eingetragenen Kulturdenkmale.